# Steve Thomas (cestista)
Steve Dermon Thomas (Carrollton, 14 marzo 1981) è un ex cestista statunitense.

## Palmarès
- All-WBA First Team (2005)
- Miglior rimbalzista WBA (2005)
- All-CBA Second Team (2008)
- CBA All-Defensive First Team (2008)
- Miglior rimbalzista CBA (2008)
- Migliore nella percentuale di tiro CBA (2008)